# Santa Cruz del Fierro
Santa Cruz del Fierro (también denominado Santa Cruz de Soportilla) es un concejo del municipio de Berantevilla, en la provincia de Álava. 

## Situación e historia
Se encuentra en un pequeño promontorio entre las localidades de Ocio y Zambrana, a menos de una legua de cada una de ellas.  Tiene una población de 48 habitantes.
Aparece descrito en el Diccionario geográfico-estadístico-histórico de España y sus posesiones de Ultramar de Pascual Madoz en dos ocasiones, la primera de ellas, como «Santa Cruz de Fierro» y en el tomo séptimo, de la siguiente manera:

FIERRO (Sta. Cruz de): nombre por el que es conocido vulgarmente el l. de Sta Cruz de Soportila (V.), en la prov. de Alava, part. jud. de Añana, ayunt. de Berantevilla. (V.)
(Madoz, 1847, p. 82)

En el tomo decimocuarto, se describe ya como «Santa Cruz de Soportilla», con las siguientes palabras:

SOPORTILLA (Sta. Cruz de): ald. conocida tambien bajo el nombre de Sta. Cruz del Fierro, en la prov. de Alava (á Vitoria 5), part. jud. de Añana (5), aud. terr. de Búrgos (16), c. g. de las Provincias Vascongadas, dióc. de Calahorra (14), ayunt. de Berantevilla (¾). sit. en una muy suave y pequeña ladera, con clima templado y sano : tiene 19 casas, un torreon ant. , escuela concurrida por 16 niños, y dotada con 12 fanegas de trigo : una fuente ; igl. parr. (San Andrés Apóstol), servida por dos beneficiados: los alrededores de la pobl. estan plantados de chopos. El térm. se estiende como ¼ de leg. de N. á S. y lo mismo de E. á O., y confina N. Portilla; E. y S. Ocio, y O. Zambrana, comprendiendo dentro de su circunferencia dos montes con carrascos y matas bajas. El terreno es arenisco y arcilloso por mitad, y todo productivo; le baña el r. Yugalez. caminos: locales y en buen estado. El correo se recibe de Miranda de Ebro por el balgigero de Berantevilla. prod.: trigo, cebada, centeno, maiz, avena, toda clase de legumbres, cerezas, melocotones, nueces y vino; cria de ganado lanar, vacuno y cabrio; caza de perdices, codornices, liebres y ánades; pesca de truchas y anguilas. ind: un molino harinero. pobl.: 14 vec., 104 almas. riqueza y contr.: con su ayunt. (V.)
(Madoz, 1849, p. 446)

## Geografía
Santa Cruz del Fierro se ubica en una pequeña colina que proporciona unas buenas vistas sobre los montes Toloño y Chulato, en la sierra Cantabria, así como de la zona de confluencia entre esta y el límite este de los montes Obarenes, permitiendo una amplia vista de gran parte del valle de Miranda de Ebro.
Por la zona baja del pueblo transita el río Inglares, a escasos centenares de metros de verter sus aguas en el Ebro.

## Accesos
La única carretera que atraviesa la localidad es la A-3126, que nace desde la N-124 en Zambrana, a un par de kilómetros, siendo esta la salida directa hacia Vitoria, Miranda de Ebro, Logroño, Bilbao, o cualquier otra capital más lejana.

## Demografía
| Gráfica de evolución demográfica de Santa Cruz del Fierro entre 2000 y 2017 |
|                                                                             |
| Población de derecho según los censos de población del INE.                 |

## Monumentos

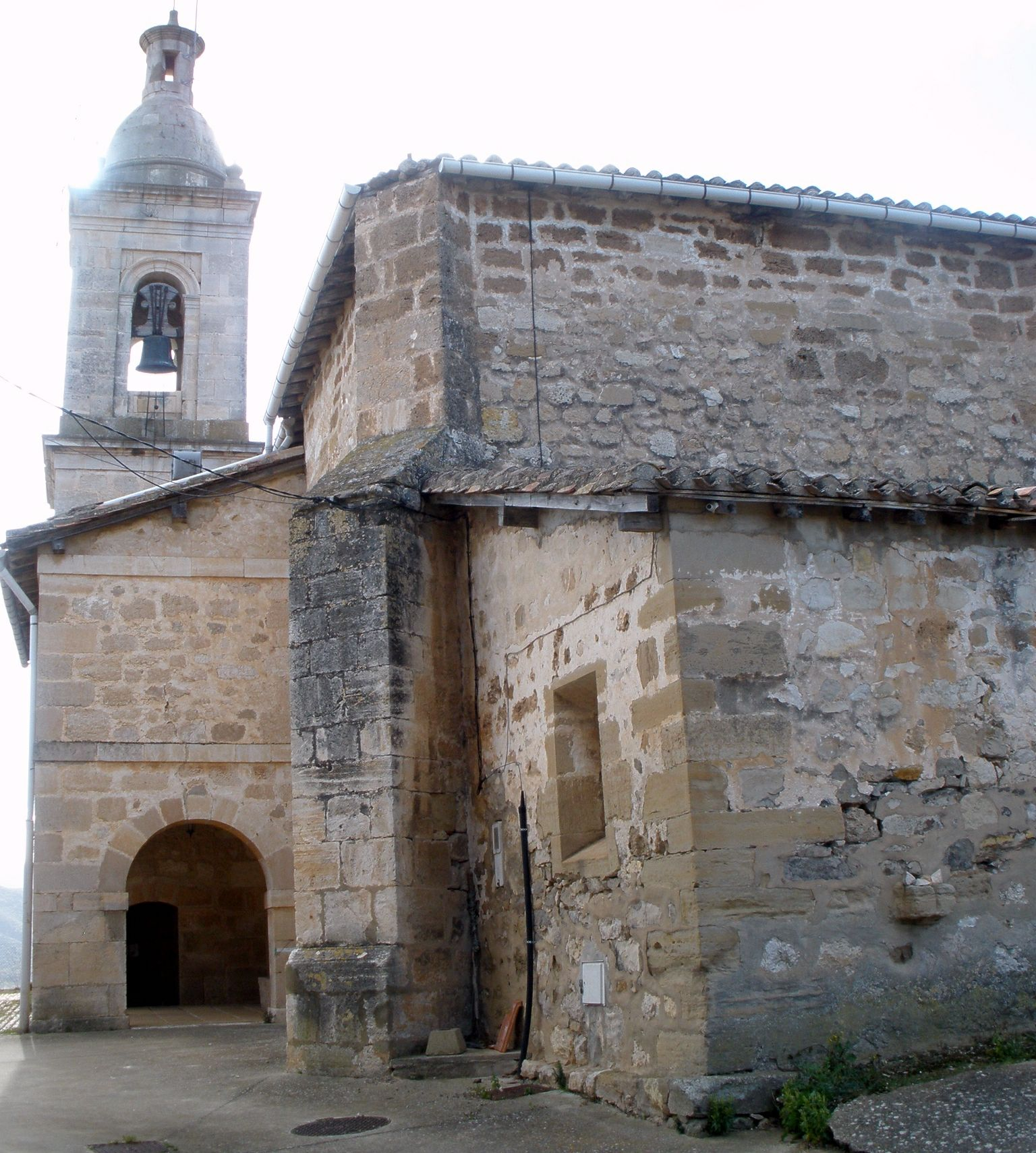
Iglesia de San Andrés

El edificio principal del concejo es la iglesia de San Andrés, aunque también es interesante el conjunto de edificios antiguos del pueblo, la mayor parte de ellos de gran calidad constructiva en piedra de sillería y que todavía conservan sus formas y materiales originales.

## Hermanamiento
- Novales, Cantabria.